# Tom Longboat

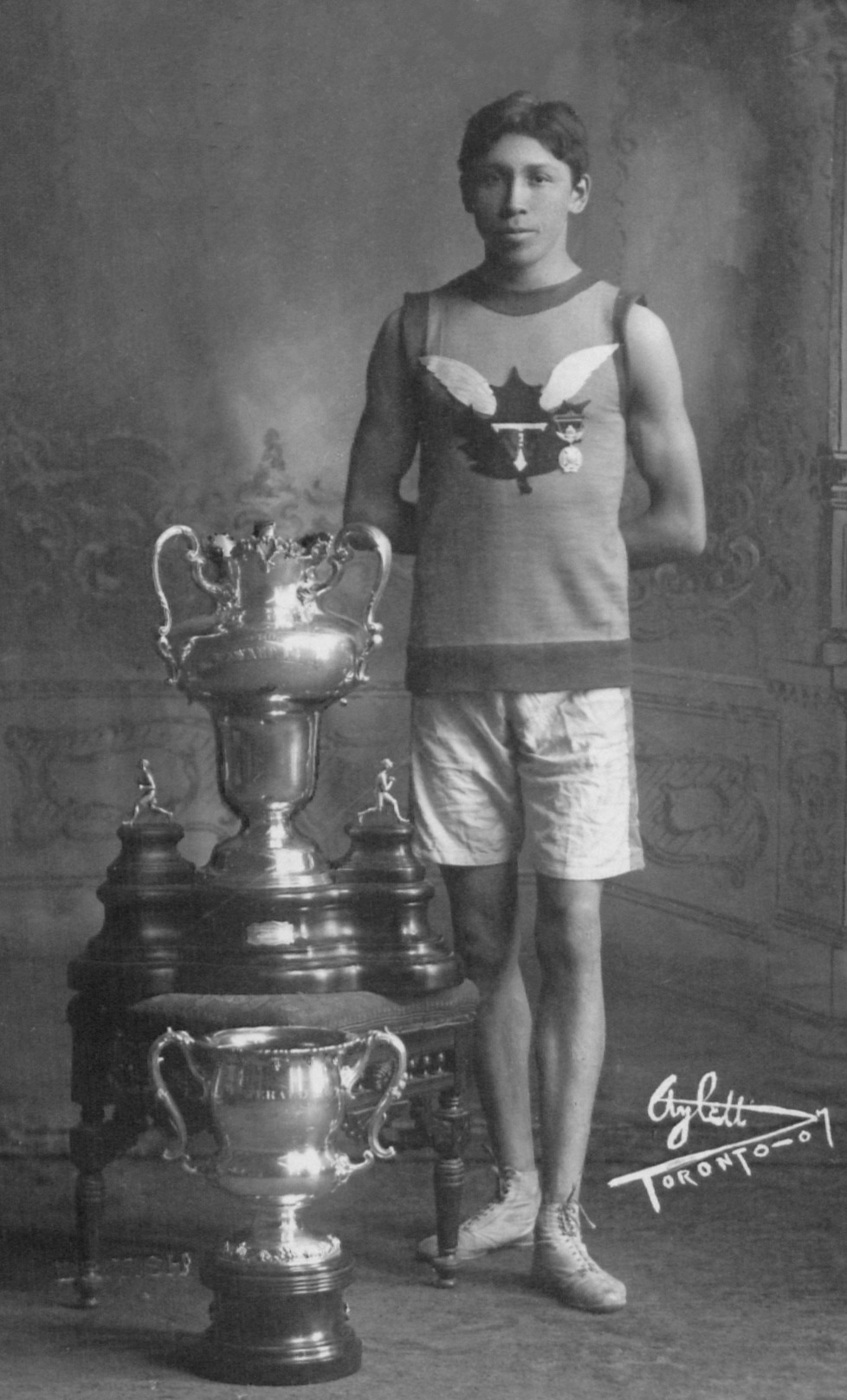
Tom Longboat 1907

Thomas Charles Longboat (* 4. Juni 1887 im Caledonia-Reservat oder im Six-Nations-Reservat in Ohsweken bei Brantford, Ontario; † 9. Januar 1949 im Six-Nations-Reservat) war ein Langstreckenläufer.

## Leben
Tom Longboat war ein Onondagaindianer, dessen indianischer Name Cogwagee lautete. Er wuchs mit zwei Schwestern und seinem Bruder Simon auf der Farm seiner Mutter auf, nachdem er früh seinen Vater verloren hatte. Fünf Jahre lang besuchte er die indianische Schule in Brantford.
Sein erster Trainer war Bill Davis und er startete am 18. Oktober 1906 im Alter von 19 Jahren zu seinem ersten offiziellen Rennen, dem Herald Road Race. Er absolvierte die Strecke von 19 Meilen mit 1:49:25 und gewann das Rennen mit einem Vorsprung von drei Minuten gegenüber dem nächsten Konkurrenten.
Sein zweites Rennen, den Ward’s Island Marathon über 15 Meilen, gewann Longboat ebenfalls, und am 19. April 1907 siegte er mit einer Zeit von 2:24:24 im Boston Marathon. Damit stellte er einen Rekord auf, der nicht gebrochen wurde, solange dieses Rennen auf der alten Strecke gelaufen wurde.
Longboat nahm an den Olympischen Spielen 1908 in London teil. Hier allerdings brach er bei dem Rennen am 24. Juli auf der 20. Meile zusammen. Auch Dorando Pietri kollabierte bei diesem Rennen. Der Verdacht, dieses Vorkommnis sei auf Doping zurückzuführen, wurde laut, konnte jedoch nicht nachgewiesen werden.
Nach diesem Misserfolg gewann er ein weiteres Mal beim Ward Marathon und bald darauf, am 15. Dezember 1908, siegte er bei einem Wettkampf mit Pietri im Madison Square Garden. Gegen Alfred Shrubb kämpfte er 1909 bei einem Marathon in New York.
Am 28. Dezember 1908 heiratete Tom Longboat eine Mohawk-Indianerin, Lauretta Maracle.
Zu dieser Zeit stand er in dem Ruf, der beste Distanzläufer der Welt zu sein. Seit 1907 hatte ihn, nach Harry Rosenthal, der irischstämmige Tom Flanagan aus Toronto vermarktet, mit dem sich aber Differenzen ergaben, nachdem Longboat vom Amateur- zum Profistatus gewechselt hatte. Nun verkaufte Flanagan seinen Kontrakt mit Longboat zum Preis von 2000 Dollar an einen Amerikaner, was Longboat schockierte. Doch sein Preis fiel nun rasch. Der Kontrakt wechselte wenige Monate später für 700 Dollar erneut den Besitzer; Longboats neuer Manager hieß Sol Mintz. Longboat lieferte sich mit Shrubb noch mehrere spektakuläre Kämpfe und stellte dabei 1912 mit 1:18:10 einen neuen Rekord über 15 Meilen auf, hatte aber gleichzeitig wohl persönliche Probleme: 1911 erhielt er eine Anzeige wegen Trunkenheit.
Nach seinem Einsatz im Ersten Weltkrieg von 1916 bis 1918 in England und Frankreich – er wurde zweimal verwundet – sah er sich in Kanada ungeahnten Schwierigkeiten gegenüber: Seine Frau hatte, nachdem er irrtümlich für tot erklärt worden war, einen anderen Mann geheiratet. Daraufhin nahm Tom Longboat sich ebenfalls eine neue Frau, Martha Silversmith, die in seinem Heimatreservat aufgewachsen war. Aus der Ehe gingen vier Kinder hervor.
Doch von seinem Geld war nicht mehr viel übrig. Longboat nahm verschiedene Arbeiten an, versuchte sich eine Zeit lang als Farmer und verkaufte aus Geldnot schließlich sogar seine Medaillen. Schließlich kehrte er nach Toronto zurück, wo er eine Beschäftigung als städtischer Angestellter mit wechselnden, wenig angesehenen Arbeiten, etwa als Helfer auf einem Müllfahrzeug, fand. 1944 zog er sich ins Six-Nations-Reservat zurück, wo er im Alter von 62 Jahren an Lungenentzündung starb.

## Nachleben
Am 6. November 1976 ehrte die kanadische Regierung, vertreten durch den für das Historic Sites and Monuments Board of Canada zuständigen Minister, Longboat für seine Leistung und erklärte ihn zu einer „Person von nationaler historischer Bedeutung“.
Tom Longboat ist in der Canadian Sports Hall of Fame und in der Indian Hall of Fame verewigt.
Weitere Ehrungen:
- Die kanadische Dramatikerin Carol Bolt verfasste 1972 für Kinder das Theaterstück Cyclone Jack, das Tom Longboats Leben zum Thema hatte.[5]
- Am 4. Juni 2018 zu seinem 131. Geburtstag wurde Longboat mit einem Google Doodle geehrt.[6]